# Zana (Mythologie)
Zana ist eine Figur der nordalbanischen Mythologie.
Zanen sind Bergfeen, die an Quellen und Flüssen des nordalbanischen Hochlandes leben, wo jeder Berg seine eigene Zana hat. Entsprechend hatte jeder Stamm des Hochlandes eine eigene Zana, die besondere Eigenschaften besaß. Die Zanen gelten als mutig, temperamentvoll und gewähren dem auserwählten Krieger Schutz. Dem Volksglauben nach singen und tanzen sie nachts an den Quellen, pflücken Blumen und baden nackt. Wer sie beim Baden beobachtet, wird von ihnen erschlagen.
Die Zanen spielen eine wichtige Rolle in der nordalbanischen Volksliteratur, insbesondere in den Heldengesängen. Sie kommen auch in Gjergj Fishta Epos Lahuta e Malcís (Die Laute des Hochlands) vor.
Die Zana ist der slawischen Wila und der rumänischen Zână ähnlich.